# Will Sampson
Will Sampson (* 27. September 1933 in Okmulgee, Oklahoma; † 3. Juni 1987 in Houston, Texas) war ein US-amerikanischer Schauspieler und Maler.

## Leben
Der 2,01 m große Muskogee-Indianer Will Sampson wurde bekannt durch seine Rolle des Häuptlings in Einer flog über das Kuckucksnest an der Seite von Jack Nicholson. Seine zweite in Deutschland populäre Rolle war die des Harlon Twoleaf, des indianischen Freundes des Privatdetektivs Dan Tanna (gespielt von Robert Urich) in sechs Folgen der Krimiserie Vegas.
Sampson war auch Maler. Einige seiner Werke wurden in der Library of Congress, im Amon Carter Museum und dem Philbrook Art Center ausgestellt.
Sampson starb am 3. Juni 1987 an Komplikationen im Anschluss an eine Herzoperation. Er hinterließ seine Ex-Frau und einen Sohn.

## Filmografie (Auswahl)
- 1975: Einer flog über das Kuckucksnest (One Flew Over the Cuckoo’s Nest)
- 1976: Der Texaner (The Outlaw Josey Wales)
- 1976: Buffalo Bill und die Indianer (Buffalo Bill and the Indians, or Sitting Bull’s History Lesson)
- 1977: Der weiße Büffel (The White Buffalo)
- 1977: Auf der Fährte des Todes (Relentless) – Regie: Lee H. Katzin
- 1977: Orca – Der Killerwal (Orca – The Killer Whale)
- 1979: Der Letzte der Indianer (Fish Hawk) – Regie: Donald Shebib
- 1980: Alcatraz (The Whole Shocking Story) – Regie: Paul Krasny
- 1983–1984: Kampf um Yellow Rose (The Yellow Rose) (Fernsehserie, 7 Folgen)
- 1985: Insignificance – Die verflixte Nacht (Insignificance) – Regie: Nicolas Roeg
- 1986: Poltergeist II – Die andere Seite (Poltergeist II: The Other Side)
- 1986: Feuerwalze (Firewalker)

## Auszeichnungen
- 1980 – Für seine Rolle in Fish Hawk in der Kategorie Bester ausländischer Schauspieler für den Genie Award nominiert